# 榮輝中心

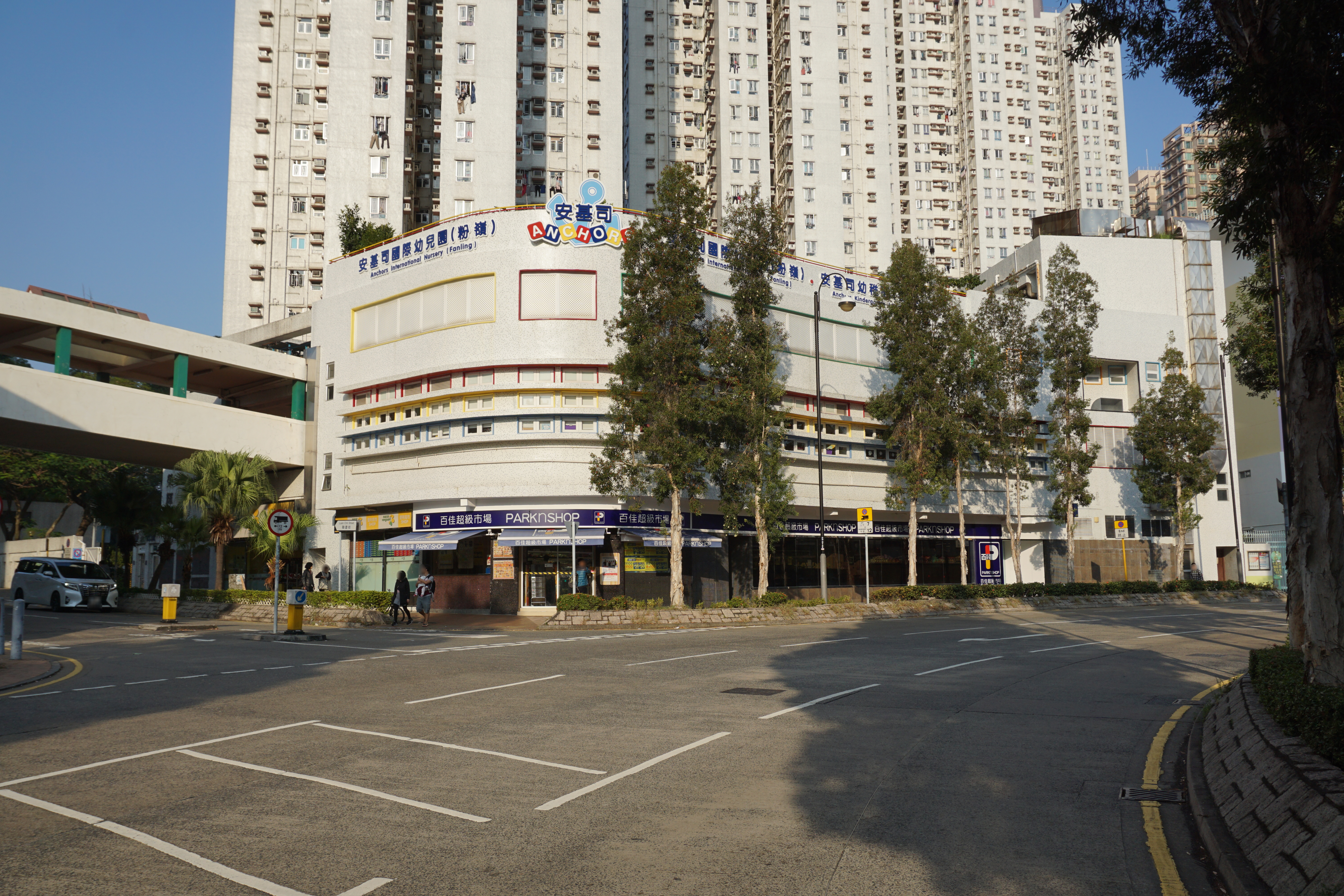
榮輝中心商店

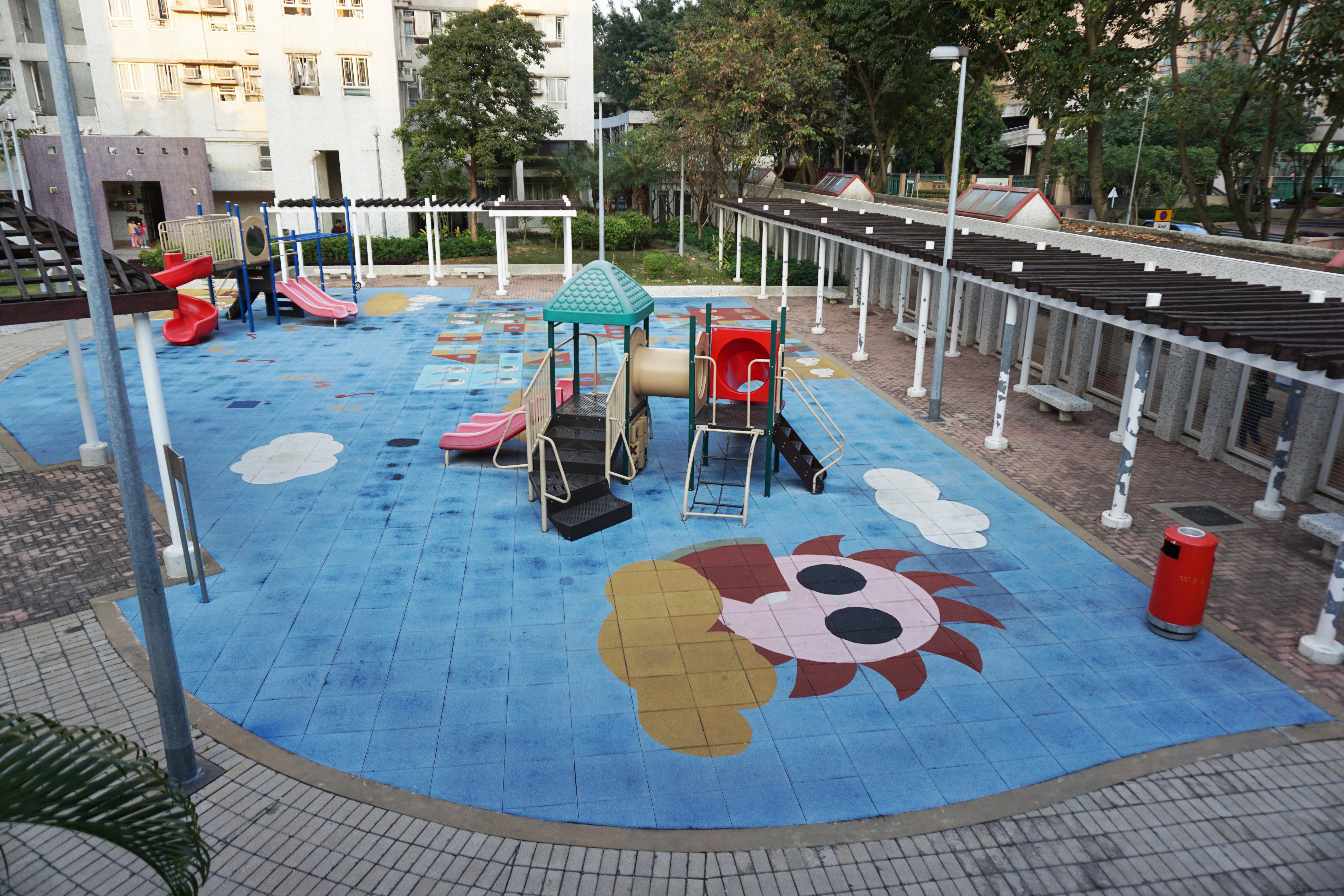
兒童遊樂場

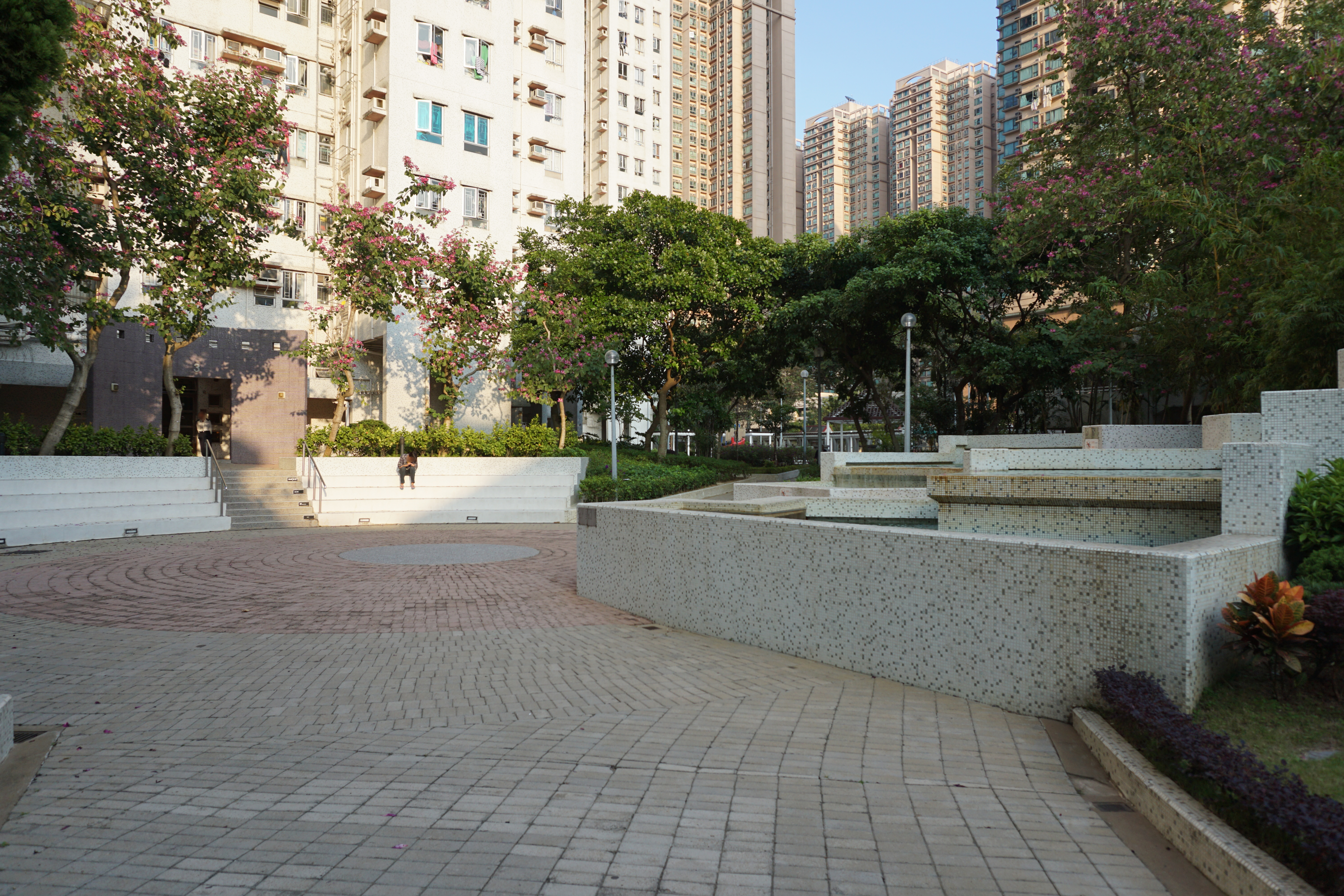
中央廣場及水池

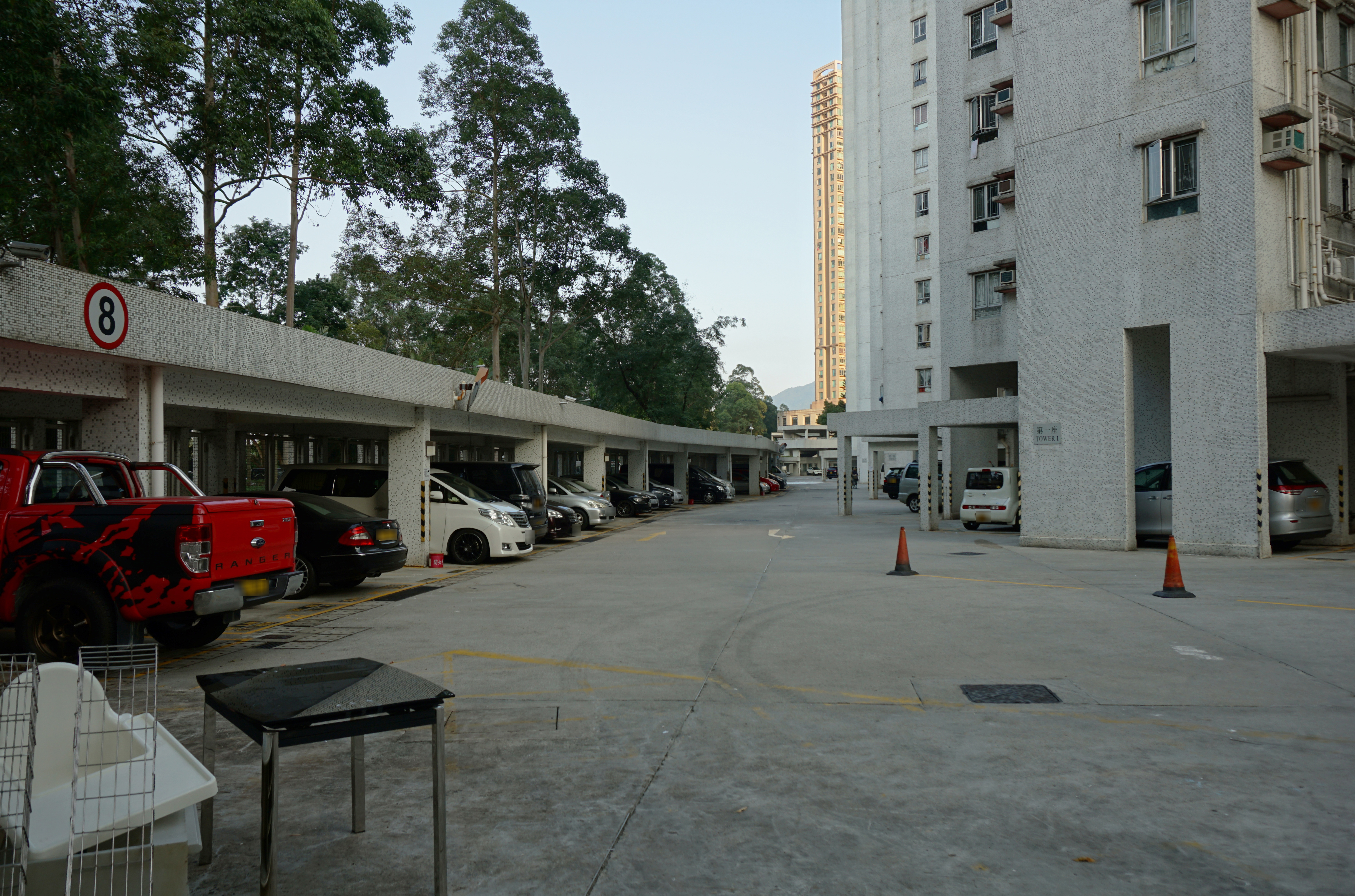
停車場

榮輝中心（英語：Wing Fai Centre）是香港的一個私人參建居屋屋苑，由瑞昌國際資源有限公司發展，地址為新界北區粉嶺聯和墟聯捷街8號（2－10號），近榮福中心，共有四座樓宇，提供1350個單位，面積介乎46 - 65 m²之間，在1996年5月入伙，出售期數為第十七期甲，首次推出時售價為634,300 - 1,043,800港元。物業管理處為富城物業管理有限公司。

## 屋苑資料

### 樓宇
| 樓宇名稱 | 門牌號碼  | 樓宇類型                          | 落成年份 | 每座層數 | 每層伙數 | 每座單位數目 (伙) | 建築師   | 承建商   | 提供升降機的廠商 （翻新前） | 提供升降機的廠商 （翻新後） |
| -------- | --------- | --------------------------------- | -------- | -------- | -------- | ----------------- | -------- | -------- | --------------------------- | --------------------------- |
| 第1座    | 聯捷街2號 | 私人機構參建居屋計劃 （十字井型） | 1996年   | 33       | 10       | 330               | （待查） | （待查） | 大寶                        | 富本                        |
| 第2座    | 聯捷街4號 | 私人機構參建居屋計劃 （十字井型） | 1996年   | 34       | 10       | 340               | （待查） | （待查） | 大寶                        | 富本                        |
| 第3座    | 聯捷街6號 | 私人機構參建居屋計劃 （十字井型） | 1996年   | 34       | 10       | 340               | （待查） | （待查） | 大寶                        | 富本                        |
| 第4座    | 聯捷街8號 | 私人機構參建居屋計劃 （十字井型） | 1996年   | 34       | 10       | 340               | （待查） | （待查） | 大寶                        | 富本                        |

### 設施
屋苑休憩空間設施包括兒童遊樂場和水池。而商場樓高3層，地下為百佳超級市場和佳宝食品超級市場，1-2樓為幼稚園。

## 周邊設施

### 小學
- 上水宣道小學
- 寶血會培靈學校

### 幼稚園
- 安基司幼稚園（粉嶺） （页面存档备份，存于）

## 事件
2023年4月15日下午約4時15分，百佳超級市場入口位置的一個凍櫃櫃頂有石屎塌下，石屎剝四散地上，事件中無人受傷。

## 外部連結
- 房屋署榮輝中心資料 （页面存档备份，存于）
- 榮輝中心 物業位置及資料 （页面存档备份，存于）
- 榮輝中心 圖則
- 榮輝中心 設施位置分佈圖